# Jaryszówka
Jaryszówka (ukr. Яришівка) – wieś na Ukrainie, w obwodzie winnickim, w rejonie tomaszpolskim.
W czasach Rzeczypospolitej wieś leżała w województwie bracławskim. Odpadła od Polski w wyniku II rozbioru. Była miejscem pierwszej praktyki lekarskiej Jana Józefa Rollego.